# 汉登沙群海葵
汉登沙群海葵（学名：Palythoa haddoni）为鞘群海葵科沙群海葵属的动物。分布于澳大利亚以及南海西沙群岛、南沙群岛等。